# Nova Pokrovka
Nova Pokrovka (en ucraniano: Нова Покровка) es un pueblo ucraniano perteneciente al óblast de Odesa. Situado en el suroeste del país, es parte del raión de Izmaíl y del municipio (hromada) de Suvórove.

## Toponimia
El nombre del asentamiento en otros idiomas también es Nova Pokrovka (en ruso: Новая Покровка; en búlgaro: Нова Покровка; en rumano: Pocrovca-Nouă).

## Geografía
Nova Pokrovka se encuentra a 55 km al noreste de Izmaíl.

## Historia
El lugar fue fundado en el curso del reasentamiento de la zona por cosacos del Danubio en 1812 como parte del Imperio ruso. En 1830 se establecieron aquí varias familias de colonos búlgaros. El asentamiento perteneció al principado de Moldavia entre 1856 a 1878. Desde entonces hasta 1918, volvió a ser parte del Imperio ruso.
El sitio formó parte del reino de Rumania en el periodo de entreguerras y el lugar estaba en la zona de interés de los activistas bolcheviques de la URSS. Varios aldeanos participaron en el levantamiento de 1924. El 2 de febrero de 1930, los campesinos locales participaron en la manifestación de Izmaíl en la que exigieron que el gobierno les entregara tierras. En 1933 se descubrió la organización comunista en el pueblo y se realizaron arrestos.
Con el pacto Ribbentrop-Mólotov, Nova Pokrovka fue entregado a la URSS como el resto de Besarabia. Entre 1941 y 1944, Nova Pokrovka fue ocupado por tropas rumanas y alemanas.
Nova Pokrovka pertenecía al raión de Izmaíl hasta 2020, año en el que se hizo una reforma administrativa que redujo el número de raiónes del óblast de Odesa a siete, y el pueblo siguió siendo parte del raión de Izmaíl.

## Demografía
La evolución de la población de Novo Pokrovka entre 1852 y 2001 fue la siguiente:
| 1042                                                          | 985 | 1283 | 883 | 879 |
| (Fuente: Cities & Towns of Ukraine y UKRAINE: Größere Städte) |     |      |     |     |

Según el censo de 2001, la lengua materna de la mayoría de los habitantes, el 76,56%, es el rumano; del 19% es el ruso; del 3,41%, el búlgaro; y del 0,23%, el ucraniano.En el censo de 1930, el 93,50% de los habitantes eran rumanos; el 3,76%, rusos; el 1,32%, búlgaros; y gagaúzos, el 1,32%. 

## Economía
Los habitantes del pueblo de Nova Pokrovka se dedican principalmente a la viticultura y la ganadería. La granja del pueblo se dedica a la producción de carne vacuna y ovina.

## Infraestructura

### Educación
La escuela del pueblo es una escuela mixta con enseñanza en los idiomas rumano y ucraniano.